# منتخب غوام لكرة القدم
منتخب غوام لكرة القدم هو ممثل غوام في رياضة كرة القدم.

## وصلات خارجية
- قائمة بيانات المنتخب من الموقع الرسمي للفيفا باللغة العربية